# Mail MobileMe
Mail MobileMe — это платный почтовый сервис от Apple, входящий в состав MobileMe.

## О сервисе
Mail MobileMe подходит как для домашнего использования, так и для рабочего. Поставляется исключительно с остальным сервисом от MobileMe: Contacts, Calendar, Gallery, iDisk и Find my iPhone. Благодаря интегрированной системе Contacts (Address book), тратиться меньшее время на поиск адресата. Необходимо всего лишь начать набирать имя адресата и система сама подскажет (выпадающее меню с наиболее подходящими адресатами).
В мае 2010 года Apple анонсировала beta-версию Mail MobileMe.
Основные изменения коснулись:
- дизайна интерфейса
- функциональности интерфейса
- новый уровень защиты — SSL

## Возможности
- самостоятельный контроль за объемом Вашего почтового ящика
- возможность использования программы Mail для работы с почтой от MobileMe
- возможность создания дополнительного алиеса
- проверка сторонних почтовых аккаунтов, используемых Вами
- возможность настройки переадресации
- возможность настройки автоответчика
- возможность добавления подписей

## Конкуренты
- почтовый сервис от Google
- почтовый сервис от Yahoo
- почтовый сервис от Яндекс
- другие почтовые сервисы